# 에바 사네르센
에바 은경 사네르센(덴마크어: Eva Eun-Kyung Sandersen, 2001년 2월 12일~)은 덴마크 태권도 선수이다. 그녀는 9번의 세계 품새 메달리스트이자 9번의 유럽 챔피언이다.

## 경력
에바 사네르센은 부모님의 권유로 2009년부터 한국 무술 태권도를 수련하기 시작했다.
사네르센은 2018년 로즈에서 열린 세계태권도비치선수권대회에서 첫 시니어 대회에 참가해 공인품새 주니어로 출전했고, 여자 자유품새에서 은메달을 획득했다.
2019년 안탈리아에서 열린 제14회 태권도 유럽 품새 선수권 대회에서 여자 공인 품새와 자유형 부문에서 유럽 2연패를 달성했다. 2020년 2월, 사네르센은 훈련 도중 아킬레스건이 파열되어 6개월간 경기를 쉬게 되었다. 같은 해 말, 그녀는 2020 온라인 세계 태권도 품새 선수권 대회에서 동메달을 획득하며 국제 무대에서 첫 번째 메이저 메달을 획득했다. 이 대회는 코로나19 팬데믹으로 인해 온라인으로 개최되었다.
2021년 포르투갈에서 열린 제15회 태권도 유럽 품새 선수권 대회에서 여자 시니어(17세 이상) 전통 품새 부문과 자유형 부문에서 금메달 두 개를 획득했다. 2022 고양 세계태권도품새선수권대회에서는 여자 공인 품새 시니어(18세 이상 30세 이하) 부문에서 세계 챔피언이 되었다. 또한, 사네르센은 여자 자유품새 부문에서도 동메달을 획득했다.
2023년 인스부르크에서 열린 공인 품새 대회 결승에서 사네르센은 터키 선수 세이다 누르 야부즈를 79.4 대 76.4 점으로 꺾고 세 번째로 유럽 챔피언에 올랐다. 또한 자유형 경기에서도 다시 한 번 유럽 챔피언이 되었다. 2024년에는 홍콩에서 열린 세계 품새 선수권 대회 여자 개인 자유형에 출전해 디펜딩 세계 자유형 챔피언인 한국의 차예은 선수에 이어 2위를 차지했다. 또한 여자 공인 품새 대회에서는 한국의 이주영 선수에 이어 은메달을 획득했다.

## 공개 출연
사네르센은 2019년 11월에 열린 덴마크 하 탤런트의 다섯 번째이자 마지막 시즌에 참가했다. 그녀는 태권도 동작과 스턴트 요소가 결합된 여러 프로그램을 선보였다. 사네르센은 결승에 진출했지만 톱 5에 들지 못하고 6~10위를 차지했다.

## 개인 생활
사네르센은 2021년에 제약 과학 학위 취득을 위해 공부를 시작했다.